# Ourapteryx similaria
Ourapteryx similaria är en fjärilsart som beskrevs av John Henry Leech 1897. Ourapteryx similaria ingår i släktet Ourapteryx och familjen mätare. Inga underarter finns listade i Catalogue of Life.